# Николаос Захаријадис
Николаос Захаријадис (грч. Νίκολαος Ζαχαριάδης, Едирне, Османско царство, 27. април 1903 — Сургут, СССР, 8. август 1973) познат по надимку Никос, био је генерални секретар Грчке комунистичке партије од 1931. до 1956. године.

## Биографија
Рођен је као треће дете (од четворо) службеника Захаријадиса у француском дуванском монополу Регије у Хадријанополу 1903. године. Како му је отац због посла морао често да се сели, Николаос је основно школовање похађао по различитим градовима: Скопље, Измит, Едирне. Као младић запослио се као радник у истанбулској луци, а затим радио као морнар на бродовима по Црном мору. Преко анархо-синдикалистичке организације Панергатики дошао је у додир са идејама комунизма. Од 1922. до 1923. радио је као морнар у Совјетском Савезу где се учланио у Комсомол, а 1923. постао је члан Турске комунистичке партије. Затим је студирао на Међународној лењинској школи и Комунистичком универзитету радника истока (КУТВ) у Москви. Године 1924. се преселио у Грчку.

### Политичка активност у Грчкој
У Грчкој се посветио раду у Федерацији Грчке комунистичке омладине (ОКНЕ). Ухапшен је 1926. и затворен у тамницу Гентикоуле у Солуну, из које је успео да побегне у Совјетски Савез. Но већ 1931. године поновно је послан у Грчку, овај пут да уведе ред у веома разједињену Грчку комунистичку партију. Исте је године именован (по наредби Стаљина и Коминтерне), за генералног секретара КП Грчке.
У августу 1936. године, ухапсила га је Државна безбедност диктаторског режима генерала Метаксаса, и затворила. Из затвора је Захаријадис успео да протури писмо, у којем апелује на све Грке да се одупру италијанској инвазији на Грчку у октобру 1940. године, те да тај одбрамбени рат претворе у рат против фашизма. Грчки комунисти тврде и данас да је то писмо било фалсификат, које су направила Метаксасова полиција, јер је став комуниста био да је грчко-италијански рат, рат између империјалиста.
Дана 16. новембра 1940. Захаријадис је објавио своје друго писмо, којим је оптужио Грчку војску да води фашистички и империјалистички рат и позвао СССР да предузме акције против Метаксасовог режима. У свом трећем писму (јануар 1941), Захаријадис је поновио свој став о том питању и истакао да се КП Грчке залаже за аутономију Македоније и права македонског народа.
Пацифистички став КП Грчке је дефинитивно промењен након изненадног немачког напада на СССР 22. јуна 1941. године. Тада је КПГ позвала грчки народ да се одупре фашистичком и нацистичком непријатељу, истовремено је КПГ основала и своје прве организације народног отпора: ЕАМ-ЕЛАС.
Након немачког напада на Грчку 1941. и окупације Грчке, Захаријадис је пребачен у концентрациони логор Дахау, из којег је изашао тек након завршетка рата у мају 1945. године.

### Грчки грађански рат
Након повратка у Грчку, поновно је преузео вођство над КП Грчке од дотадашњег Генералног секретара Георгиоса Сијантоса (који је то био од јануара 1942. године).
Првих година након повратка Захаријадис, је упркос неслагањима са Маркосом ипак инсталирао њега за команданта свих партизанских јединица у јулу 1946. године. Сарадња између њих наставила се и наредне године кад је Маркос у новембру 1947. прогласио Привремену демократску владу Грчке у којој је преузео функцију председника владе и министра одбране. Њихово неслагање око темељних питања војничке доктрине и даљег облика борбе грчких партизанских јединица, поновно је кулминисало у последњој години Грчког грађанског рата. Маркос је углавном био за агресивнији приступ, партизанских јединица, њихову већу мобилност и желео наставак борби, док је Захаријадис био за тражење неког мирног решења, са владом у Атини и Британцима и изградњу народне демократије, да се прекину даље патње народа и бораца. Због тога је Захаријадис сменио Маркоса са свих руководећих положаја у августу 1948. а од јануара 1949. и са свих војних функција.
Захаријадис се руководио мишљењем да Западни савезници, никад неће да допусте да комунисти преузму власт у Грчкој (као што се то десило у Југославији), из стратешких разлога, јер је Грчка имала пуно већу важност обезбеђења пловних путева преко Суеца, и да би даље борбе ишле само на штету грчког народа. У то време његови ставови били су предмет оштре критике југословенског руководства.

### Живот у егзилу
Лидери КП Грчке и добар део бораца ЕЛАС-а побегли су након пораза 1949. у егзил, у бројне социјалистичке државе. Захаријадис је првих година живота у емиграцији уживао подршку Совјетског Савеза и остао неприкосновени вођа Комунистичке партије Грчке. Међутим, након смрти Стаљина 1953. године, Захаријадис је пао у немилост новог руководства Совјетског Савеза, упркос чињеници што је још увек уживао подршку великог броја чланова своје партије.
Никос Захаријадис је у мају 1956, за време 6. Генералне скупштине Централног комитета КПГ, на инсистирање и интервенцију Комунистичке партије Совјетског Савеза, био принуђен да поднесе оставку на место генералног секретара. Одмах након тога, у фебруару 1957. избачен је из чланства КПГ, заједно са великим бројем својих присталица.
Захаријадис је остатак свог живота провео у прогонству по Сибиру, најпре у Јакутској републици, а касније у Сургуту, где је по званичном првом извештају умро од срчаног удара 1. августа 1973. године. Касније су се појавиле гласине и тврдње да је починио самоубиство, а онда да је можда убијен од стране КГБ-а. Све је то до данас остало неразјашњено, јер су совјетски државни архиви у вези с његовом смрћу остали прекривени велом тајне.
У децембру 1991, само неколико дана након распада Совјетског Савеза, Захаријадесови посмртни остаци враћени су у Грчку, и свечано сахрањени. То је дало прилику његовим бројним поклоницима да му одају последњу пошту.